# Lipnica (kanton tuzlański)
Lipnica – wieś w Bośni i Hercegowinie, w Federacji Bośni i Hercegowiny, w kantonie tuzlańskim, w mieście Tuzla. W 2013 roku liczyła 1029 mieszkańców, z czego większość stanowili Boszniacy.